# Couëron

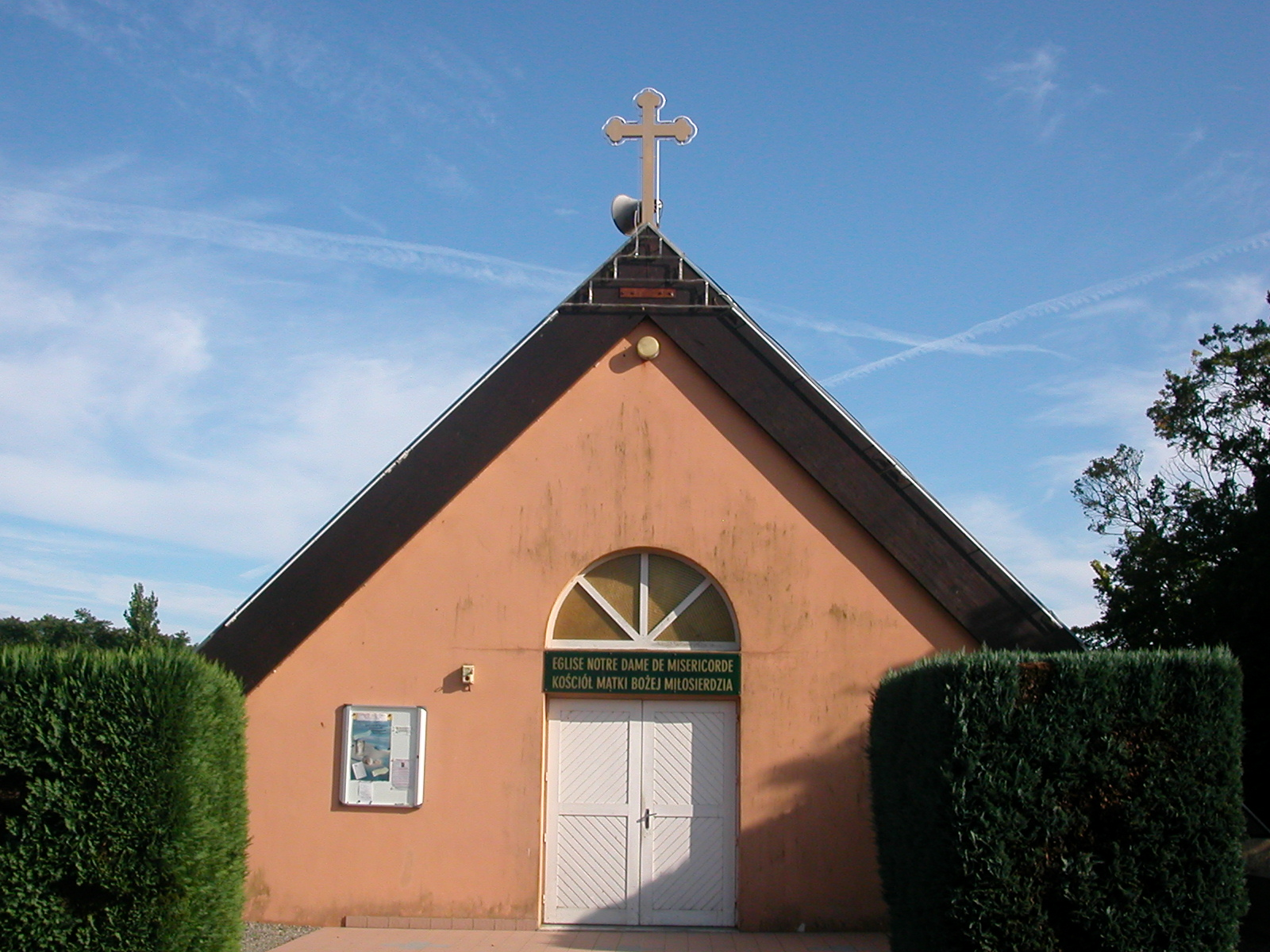
Kościół Matki Bożej Miłosierdzia

Couëron – miejscowość i gmina we Francji, w regionie Kraj Loary, w departamencie Loara Atlantycka.
Według danych na rok 2010 gminę zamieszkiwało 18 591 osób, a gęstość zaludnienia wynosiła 422 osoby/km².

## Współpraca
Miejscowości partnerskie:
- Fleurus, Belgia
- Wexford, Irlandia